# 蒼谷和樹
蒼谷 和樹（そうや かずき、10月28日 - ）は、日本の男性声優。東京都出身。かつてはプロダクション・エースに所属していた。旧芸名は丸山 智行（まるやま ともゆき）。

## 略歴
プロダクション・エース演技研究所出身。外国映画の吹き替えでデビューする。
2020年10月いっぱいでプロダクション・エースを退所。あわせて11月より自身の公式サイトを開設。

## 人物
趣味にはダーツ、ビリヤード、一人実食レポートをそれぞれ挙げている。

## 出演
太字はメインキャラクター。

### テレビアニメ
2014年
- デート・ア・ライブII
- 棺姫のチャイカ（代表B、使者、エフレム・ベルマン、係員、臣下） - 2シリーズ
- 風雲維新ダイ☆ショーグン（男2、手下、幕臣2、客男A、武士B 他）

2015年
- 探偵歌劇 ミルキィホームズ TD（父）
- トリアージX（患者、藤野、人質）
- アルスラーン戦記（兵士）

2016年
- アクティヴレイド -機動強襲室第八係-（刑事B）
- Re:ゼロから始める異世界生活（行商人） - 2020年に第1期新編集版が放送
- アルスラーン戦記 風塵乱舞（兵士）
- ブブキ・ブランキ 星の巨人（ブブキ警官）

2017年
- はじめてのギャル（男性客A）
- 縁結びの妖狐ちゃん

2018年
- 一人之下 羅天大醮篇（呂慈、鄧有福、田晋中、鉄馬騮）
- 多田くんは恋をしない（警察官）
- レイトン ミステリー探偵社 〜カトリーのナゾトキファイル〜（2018年 - 2019年、店主、モンマルティの店員）
- ハイスクールD×D HERO（男性）
- アイドリッシュセブン（審査委員長）
- 覇穹 封神演義（妖怪）
- スペースバグ（2018年 - 2019年、ハカセ）
- 天狼 Sirius the Jaeger（ドッグヴィル村人）
- HUGっと!プリキュア（監督）
- 七星のスバル（ギルドメンバー）

2019年
- ピアノの森（コン）
- どろろ（朝倉兵B）
- 盾の勇者の成り上がり（行商人）
- ゾイドワイルド（レジスタンス）
- 七つの大罪 神々の逆鱗（囚人）
- 私、能力は平均値でって言ったよね!（老御者）
- ACTORS -Songs Connection-（職員、政府関係者）

2020年
- 妖怪学園Y 〜Nとの遭遇〜（2020年 - 2021年、後輩社員、キョンシー、部留雨須、スパルタ教師、清田ゴウジ、ソウルパックン、ダークソウルパックン、アイゾウさん、メダツコトスキー、イワノフスキー、メディアギガース、布袋カイト、九尾タツトシ、コマ父ちゃん、プッチン 他）
- 痛いのは嫌なので防御力に極振りしたいと思います。（2020年 - 2023年、三人組C、大斧使い、プレイヤー1、シャドウ、ウェン 他） - 2シリーズ
- 新サクラ大戦 the Animation（男性客A）
- ストライクウィッチーズ ROAD to BERLIN（調教師、副官）
- アイドリッシュセブン Second BEAT!（ラーメン屋店主）
- まえせつ!（お客）

2021年
- EX-ARM エクスアーム（生徒、総理）
- はたらく細胞BLACK（赤血球、色素細胞）
- 平穏世代の韋駄天達（部下、魔族、ガチムチ4兄弟）
- メガトン級ムサシ（2021年 - 2023年、佐沼光一、宮沢友也、石崎秀介、洲崎克明、桐谷帝一、ジョニー・バーツ、バルト 他） - 2シリーズ
- MUTEKING THE Dancing HERO（通行人C、CM、ニンジャーズ1号、実況）

2022年
- 賢者の弟子を名乗る賢者（緑陰紫翁之命）
- プリマドール（将校C、警官）
- 遊☆戯☆王ゴーラッシュ!!（宇宙人、MIK職員、警官）

2023年
- 六道の悪女たち（祖父）
- ゴールデンカムイ（武田先生）
- 暴食のベルセルク（男武人、ディーン・グラファイト、兵士、ハニエル、オーク 他）

2024年
- 戦隊大失格（神谷）
- 五等分の花嫁＊（風太郎の祖父）

2025年
- 想星のアクエリオン Myth of Emotions（教頭）
- ひみつのアイプリ リング編（シツムゥ）
- ユア・フォルマ（ベールナルド）

### 劇場アニメ
- 囀る鳥は羽ばたかない The clouds gather（2020年、サラリーマン）
- 銀魂 THE FINAL（2021年、レポーターA）
- プリンセス・プリンシパル Crown Handler 第2章（2021年、隊員）
- THE FIRST SLAM DUNK（2022年、副審）

### OVA
- ふたりエッチ（2014年）[15]
- 棺姫のチャイカ（2015年、支配人）
- 空戦魔導士候補生の教官（2016年、講師）
- Re:ゼロから始める異世界生活 氷結の絆（2019年、父親）

### Webアニメ
- モンスターストライク（2017年、警官、現地の男）
- 終末のワルキューレ（2021年 - 2023年、坊主、守護天使騎士団、ミケランジェロ、観客、上泉伊勢守信綱、福禄寿） - 2シリーズ
- Shenmue the Animation（2022年、凱）

### ゲーム
2013年
- KILLZONE: Mercenary
- 三国志を抱く

2014年
- インフィニタ・ストラーダ 華（鬼神討伐記ヤマト）

2015年
- アサシン クリード シンジケート（フィリップ 他）
- ICARUS ONLINE
- ジャストコーズ3
- Tiny Troopers Joint Ops（司令官）
- Fallout 4（トラヴィス・マイルズ）
- レインボーシックス シージ（ブリッツ）

2016年
- HOMEFRONT the Revolution（サンディアゴ・マルチネス）

2017年
- アサシン クリード オリジンズ
- シャドウ・オブ・ウォー
- Prey

2020年
- 妖怪学園Y 〜ワイワイ学園生活〜（布袋カイト、ソウルパックン、ダークソウルパックン、アイゾウさん、メダツコトスキー、メディアギガース）

2021年
- メガトン級ムサシ

### ドラマCD
- LOVE STAGE!!

### 吹き替え

#### 映画
- オン・ザ・ロック
- カンフーリーグ
- キングコング:髑髏島の巨神（バー用心棒[18]）
- クライマーズ（リン・ジエ〈チェン・ロン〉）
- グレイハウンド（イーグル）
- ザ・スイッチ（ティム[19]）
- スプラッシュ ※Disney+版
- ソニック・ザ・ムービー（空軍参謀総長〈マイケル・ホーガン〉[20]）
- ソニック×シャドウ TOKYO MISSION[21]
- ペンタゴン・ペーパーズ/最高機密文書（ダニエル・エルズバーグ〈マシュー・リース〉）
- ビバリーヒルズ・コップ
  - ビバリーヒルズ・コップ2
- 熟れた果実（英語版）
- ブリット ※WOWOW版
- ファニー・ピープル
- 新少林寺/SHAOLIN
- ジョーズ・リターン（英語版）（スペンサー〈ディラン・ヴォックス（英語版）〉）
- パニック・スカイ フライト411 絶体絶命（英語版）（ターク）
- 声をかくす人（ルイス・ペイン〈ノーマン・リーダス〉）
- PARKER/パーカー（ベン〈ビリー・スローター（英語版）〉）
- チェイス・ザ・ドリーム（英語版）
- メガストーム（英語版）（カール）
- クローズド・サーキット（英語版）
- ハード・パニッシャー（英語版）（ホランド警部）
- オーバードライヴ（ジェイソン・コリンズ〈ラフィ・ガヴロン（英語版）〉）
- サン・オブ・ゴット（英語版）（セイント・マタイ〈セッド・ベイ〉）
- ゲームメイカー 消えたジグソーパズルと巨大迷路の秘密（英語版）（ポッサム校長 他）
- イントゥ・ザ・ストーム
- エール!（フランス語版）（ロシニュー〈ブルーノ・ゴミラ〉）
- チャーリー・モルデカイ 華麗なる名画の秘密（客男(1)[22]）
- ファイアー・ツイスター（英語版）
- ビースト・ストーリー 選ばれし勇者
- ビースト・オブ・ノー・ネーション
- 愛しのグランマ
- 戦場からのラブレター
- スポットライト 世紀のスクープ
- アイヒマン・ショー/歴史を映した男たち
- 追憶の森
- キル・コマンド
- 俺たちポップスター（英語版）
- スノーホワイト/氷の王国（衛兵1[23]）
- サウスポー（エリ）
- マネーモンスター
- エブリバディ・ウォンツ・サム!! 世界はボクらの手の中に（ローパー〈ライアン・グスマン〉）
- キラー・セッション（フランス語版）（トッド〈テレンス・イン（フランス語版）〉）
- ベイウォッチ
- 僕のワンダフル・ライフ（警察官(3)[24]）
- フラットライナーズ
- ゲット・アウト（アンドリュー・ローガン・キング〈ラキース・スタンフィールド〉）
- スリープレス・ナイト（アベル）
- ハンターキラー 潜航せよ（エドワーズ副長〈カーター・マッキンタイア〉）
- 僕のワンダフル・ジャーニー（男性アナ[25]）
- ライズ・オブ・ザ・レジェンド 炎虎乱舞（御曹司）
- 霊幻道士XI 燃えよ!九叔道士の桃剣（チーユエン教の道士）
- ワウンズ: 呪われたメッセージ

#### ドラマ
- I-Land 戦慄の島
- アラン使道伝（礼房〈ミン・ソンウク〉）
- アンフォゲッタブル 完全記憶捜査 シーズン2
- Weeds ママの秘密（ディーン〈アンディ・ミルダー（英語版）〉 他）
- GIRLS/ガールズ
- 逆賊-民の英雄ホン・ギルドン-（クッセ〈イ・ホチョル〉、ドファン〈アン・ネサン〉）
- キャリアを引く女～キャリーバッグいっぱいの恋～（朝鮮語版）（チェ検事〈ミン・ソンウク〉）
- 救命医ハンク セレブ診療ファイル シーズン7
- ザ・ロイヤルズ（ジャスパー〈トム・オースティン〉[26]）
- CSI:サイバー
- ジュビリー 〜ボリウッドの光と影〜
- スリーピー・ホロウ シーズン2
- ドクターズ〜恋する気持ち〜（イ秘書）
- FOREVER Dr.モーガンのNY事件簿（コーラー 他）
- マンハント・ユナボマー（英語版）（エプスタイン）
- UTOPIA -ユートピア-（英語版）（マリウス〈エミール・ホスティナ（英語版）〉）
- リベンジ シーズン3
- LAW & ORDER: UK（英語版） シーズン4（ディーン）

#### ドキュメンタリー
- Formula 1: 栄光のグランプリ（小松礼雄、カルロス・サインツJr.、バルテリ・ボッタス、ほか）

#### アニメ
- アダムス・ファミリー（ドクター・フランベ[27]）
- カリメロ（ペッペ親分、コルベール、サンドロ役 他）
- ウッディー・ウッドペッカー（アンディ・パンダ、ナレーター、ルイス）
- おとぎのもりのゴールディとベア（ハンプティ、ノーム 他）
- 電脳ムシオヤジ（ザリド、チャド）
- ビッグマウス（ニック・ロール）
- ヒルダの冒険（フィ二アム）
- ブルーイ（ボブ）
- ミラキュラス レディバグ&シャノワール（テオ、男子生徒、ウェイム / パーテー・クラッシャー、警備員 他）

### シリーズ一覧
1. ↑  第1期（2014年）、第2期『AVENGING BATTLE』（2014年）
2. ↑  第1期（2020年）、第2期『2』（2023年）
3. ↑  シーズン1（2021年）、シーズン2（2022年 - 2023年）